# Chilochromopsis sceletogramma
Chilochromopsis sceletogramma is een vlinder uit de familie van de grasmotten (Crambidae). De wetenschappelijke naam van de soort is voor het eerst voorgesteld als Sylepta sceletogramma door Harrison Gray Dyar Jr. in een publicatie uit 1925.
De soort komt voor in Cuba, Mexico en Costa Rica.